# Дон (Коми)
 Дон  — село в Усть-Куломском районе Республики Коми, административный центр сельского поселения Дон.

## География
Расположено на правобережье реки Вычегда на берегу озера Дон-ты на расстоянии примерно 9 километрах  по прямой от районного центра села Усть-Кулом на восток-юго-восток.

## История
Упоминается с 1719 года как деревня с 5 дворами. В 1784 году здесь (деревня Донская) 15 дворов и 127 жителей, в 1859 41 и 216, в 1916 124 и 606, в 1926 168 и 742, в 1979 633 жителя, в 1989 542. В 1867 освящена деревянная Вознесенская церковь (не сохранилась). В настоящее время в селе имеются администрация, 2 магазина, школа, фельдшерский пункт, детский сад, сельская библиотека.

## Население
Постоянное население составляло 551 человек (коми 92 %) в 2002 году, 464 в 2010.